# Juan Carlos Berner
Juan Carlos Berner Labbé (Santiago, 21 de octubre de 1980) es un comunicador audiovisual, y crítico de cine chileno.

## Reseña biográfica
Juan Carlos Berner es el mayor de dos hermanos, hijos de Carlos Berner y María de los Ángeles Labbé.  Estudió en el Instituto Nacional, completando así todos sus estudios en la enseñanza pública chilena. Sus estudios superiores los realizó en la Universidad UNIACC, lugar donde obtuvo el título de comunicador audiovisual y el premio como uno de los mejores estudiantes de su generación.
Más tarde entró a estudiar el máster en comunicación con mención en educación de la Pontificia Universidad Católica de Chile en conjunto con la Universidad Autónoma de Barcelona. Actualmente tiene estudios inconclusos de doctorado en educación en la Escuela Latinoamericana de posgrados de la ARCIS.

### Activismo
Su labor como activista está ligada a los medios de comunicación, especialmente a mejorar la calidad de los contenidos de la televisión, para hacerla más participativa, democrática, y para que garantice un mayor acceso a la cultura. En 2009 fundó el Movimiento Por una TV educativa, organización ciudadana que exigía al Estado de Chile la creación de un nuevo canal de TV público, orientado exclusivamente a la educación y la cultura. Paralelamente en 2010, se sumó a la Mesa de ciudadanía y Tv digital, instancia formada por decenas de organizaciones sociales, de la cual Berner sería más tarde su principal vocero, en el cargo de Secretario ejecutivo. 
Dentro de su trabajo, tuvo que defender frente al Tribunal constitucional, las cuatro horas de programación cultural obligatoria para los canales de TV abiertos en Chile, así como  la obligación de transmitir campañas de interés público. También la Mesa trabajó por el reconocimiento legal de la TV comunitaria en Chile.  
El trabajo del Movimiento Por una TV educativa fue finalmente escuchado por el Gobierno de la Presidenta Bachelet, quien en su discurso del 21 de mayo de 2015 anunció la creación de un nuevo canal de TV público para Chile, dedicado a la cultura y la educación.

### Trabajo en medios
Después de trabajar varios años como realizador en televisión, se ha dedicado casi exclusivamente a la docencia universitaria. Berner ha sido profesor en la Universidad Autónoma de Chile, en la Universidad UNIACC, en el Instituto Santo Tomás y en el ICEI de la Universidad de Chile. 
El 2010 fundó junto a José Miguel Ortega el blog dedicado al cine y las series de TV Cinetvymas.cl. Para fines de 2015, el sitio es uno de los más leídos en Chile entre los dedicados a estas temáticas. Durante 2015 además fue panelista y crítico de cine en el programa Dos damas y un vagabundo de Radio La Clave. 
Es uno de los pocos críticos de cine sudamericanos que cuenta con un perfil aprobado en Rotten Tomatoes, uno de los sitios de cine más leídos en el mundo.
Berner también ha publicado en otros destacados medios de comunicación como Le Monde Diplomatique, Sitiocero.net, Aularia (de España). 
En enero de 2016 estrenó en el Festival In Edit Nescafé su primer largometraje documental, El último rey del bolero, que narra parte de la historia del cantante popular Luis Alberto Martínez. El documental fue realizado con una cámara casera y con un presupuesto de 200 dólares. Actualmente trabaja en su segundo documental, una biografía sobre el sacerdote chileno Hernán Alessandri.